# Baugi

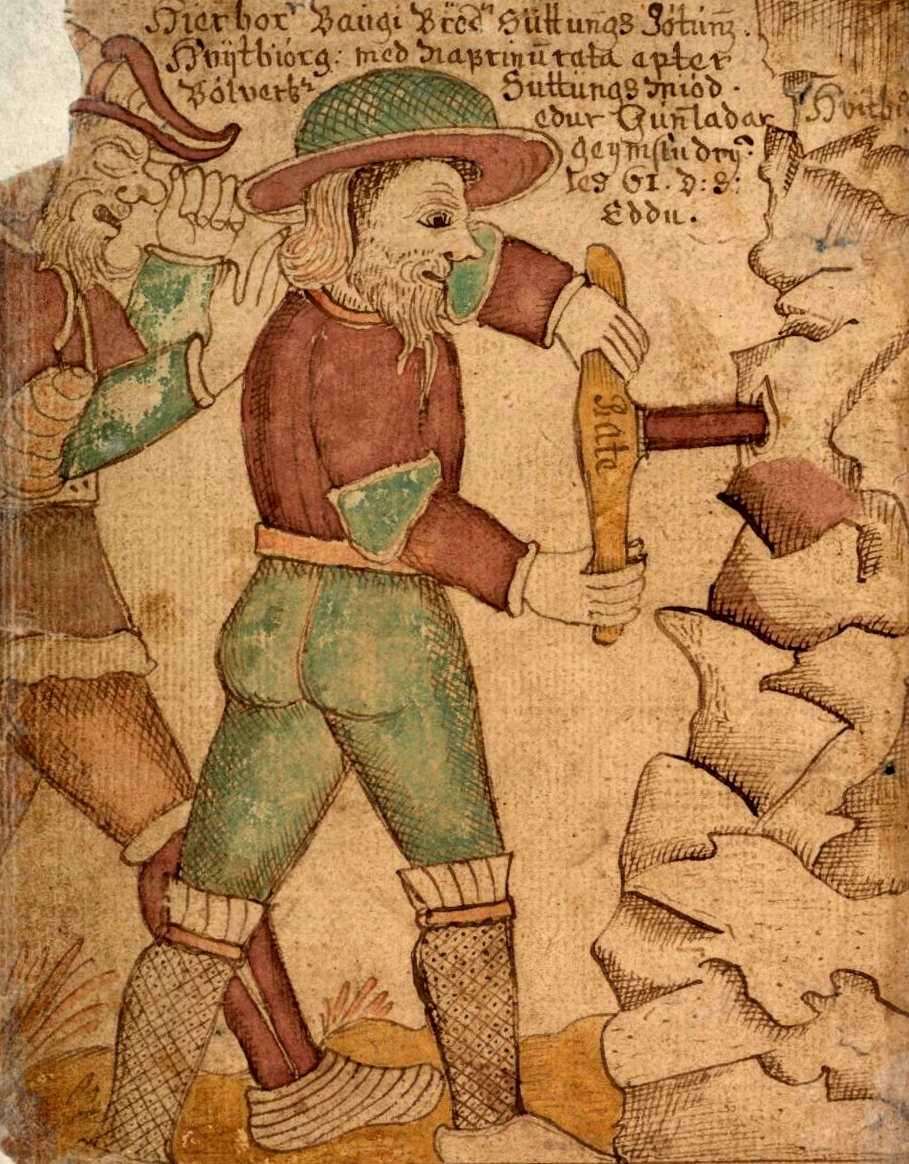
Baugi perforant la muntanya perquè Odín hi pugui entrar. Il·lustració d'un manuscrit islandès del.

En la mitologia nòrdica Baugi era un jötun, germà de Suttungr, que havia amagat l'hidromel de la poesia després d'obtenir-lo de Fjalar i Galar, qui havien mort el pare de Suttungr, Gilling.
Odín decidí aconseguir l'hidromel i treballà per a Baugi, un granger, durant un estiu sencer i després demanà un petit glop. Baugi s'amagà perforant una muntanya, i Odín es convertí en una serp i s'hi arrossegà. Un cop a dins, Gunnlöð, la filla de Suttungr, custodiava l'amagatall, però la persuadí perquè li'n donés tres glops: Odín finalment es begué tot l'hidromel, es convertí en una àguila i se n'escapà.